# 13369 Youngblood
13369 Youngblood eller 1998 UF37 är en asteroid i huvudbältet som upptäcktes den 28 oktober 1998 av LINEAR i Socorro County, New Mexico. Den är uppkallad efter Donna Sue Youngblood.
Asteroiden har en diameter på ungefär 13 kilometer och den tillhör asteroidgruppen Themis.